# Stargate-strips
Stargate-strips zijn een aantal stripseries gebaseerd op het sciencefictionfranchise Stargate. De strips zijn onder te verdelen in twee groepen: strips gebaseerd op de originele film en strips gebaseerd op de televisieseries. 

## Film
Een reeks van strips gerelateerd aan de film werd gepubliceerd door Entity Comics van  1996 tot 1997, onder toezicht van John Migliore en Bill Mau. De eerste strips uit deze reeks waren een vierdelige stripversie van de film zelf, en een driedelige stripversie van Bill McCay's boek "StarGate: Rebellion". 
Daarna begon Entity Comics met het publiceren van hun eigen verhalen, die allemaal een vervolg vormden op de film. De eerste was het driedelige verhaal "StarGate: Doomsday World".  Daarna verschenen nog de verhalen "StarGate: One Nation Under Ra" en "StarGate: Underworld". Deze twee werden later gezamenlijk uitgebracht als "StarGate: The New Adventures Collection."

## Televisieseries
Vanaf 2003 publiceert Avatar Press stripseries gebaseerd op de series Stargate SG-1 en Stargate Atlantis. Alle series bevatten previews, speciale delen en gewijzigde covers voor elk deel. 

### Stargate SG-1
Deze strips zijn geschreven door onder andere James Anthony en Jorge Correa.
| Titel                   | Datum                 | delen | Graphic novel                 |
| ----------------------- | --------------------- | ----- | ----------------------------- |
| 2003 Convention Special | Augustus 2003         | 1     |                               |
| POW                     | February-April 2004   | 3     | Trade paperback en hardcover. |
| 2004 Convention Special | Mei 2004              | 1     |                               |
| Fall of Rome Prequel    | Juli 2004             | 1     |                               |
| Fall of Rome            | Augustus-Oktober 2004 | 3     |                               |
| Aris Boch               | Oktober 2004          | 1     |                               |
| Daniel's Song           | Augustus 2005         | 1     |                               |
| 2006 Convention Special | 2006                  | 1     |                               |
| Ra Reborn Prequel       |                       | 1     |                               |
| 2007 Convention Special | Juni 2007             | 1     |                               |
| Ra Reborn               |                       |       |                               |

### Stargate Atlantis
Deze serie werd gestart in 2006. 
| Titel                     | Datum                  | Delen |
| ------------------------- | ---------------------- | ----- |
| Stargate Atlantis Preview |                        | 1     |
| Wraithfall                | Augustus-December 2006 | 3     |